# Linxia

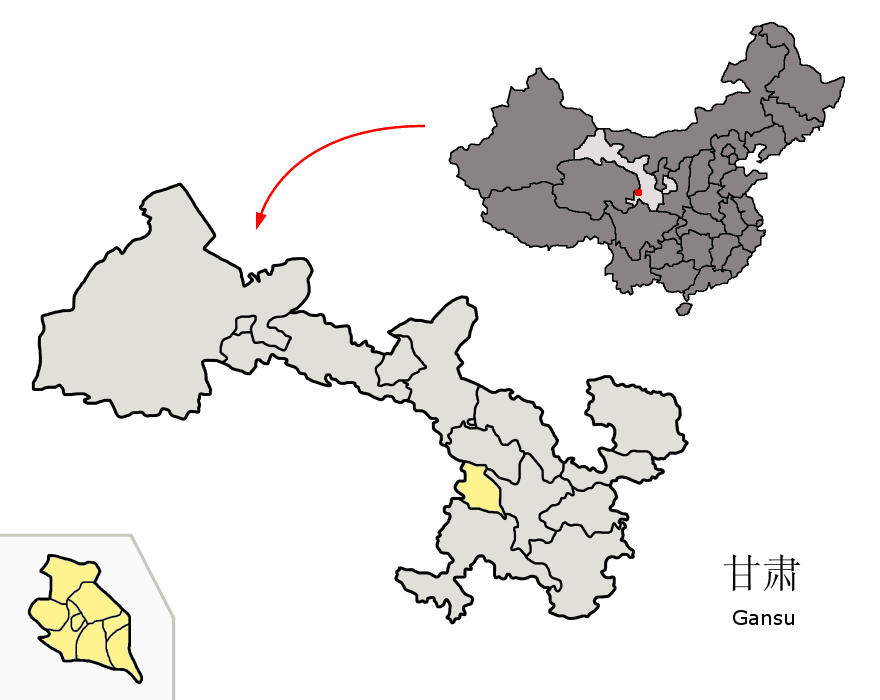
Lage von Linxia

Der autonome Bezirk Linxia der Hui (chinesisch 临夏回族自治州, Pinyin Línxià Huízú Zìzhìzhōu) ist ein Bezirk der chinesischen Provinz Gansu. Auf 8.117 km² leben 2.058.800 Menschen (Stand: Ende 2018).
Gouverneur ist seit 2002 Huang Xuanping.

## Administrative Gliederung
Der autonome Bezirk Linxia der Hui setzt sich auf Kreisebene aus einer kreisfreien Stadt, fünf Kreisen und zwei autonomen Kreisen zusammen. Diese sind:
- Stadt Linxia (Stadt) – 临夏市 Línxià Shì;
- Kreis Linxia (Kreis) – 临夏县 Línxià Xiàn;
- Kreis Kangle – 康乐县 Kānglè Xiàn;
- Kreis Yongjing – 永靖县 Yǒngjìng Xiàn;
- Kreis Guanghe – 广河县 Guǎnghé Xiàn;
- Kreis Hezheng – 和政县 Hézhèng Xiàn;
- autonomer Kreis der Dongxiang – 东乡族自治县 Dōngxiāngzú Zìzhìxiàn;
- autonomer Kreis Jishishan der Bonan, Dongxiang und Salar – 积石山保安族东乡族撒拉族自治县 Jīshíshān Bǎo'ānzú Dōngxiāngzú Sālāzú Zìzhìxiàn.